# Oscar Plattner
Oscar Ernest Plattner (Berna, 17 de febrero de 1922-Zúrich, 21 de agosto de 2002) fue un deportista suizo que compitió en ciclismo en la modalidad de pista, especialista en la prueba de velocidad individual. Fue dos veces campeón del mundo y consiguió ocho victorias en las carreras de seis días.
Ganó seis medallas en el Campeonato Mundial de Ciclismo en Pista entre los años 1946 y 1962.

## Medallero internacional
| Campeonato Mundial | Campeonato Mundial      | Campeonato Mundial | Campeonato Mundial       |
| Año                | Lugar                   | Medalla            | Competición              |
| ------------------ | ----------------------- | ------------------ | ------------------------ |
| 1946               | Zúrich ( Suiza)         | Medalla de oro     | Velocidad individual (A) |
| 1952               | París ( Francia)        | Medalla de oro     | Velocidad individual (P) |
| 1955               | Milán ( Italia)         | Medalla de plata   | Velocidad individual (P) |
| 1956               | Copenhague ( Dinamarca) | Medalla de bronce  | Velocidad individual (P) |
| 1960               | Leipzig ( RDA)          | Medalla de plata   | Velocidad individual (P) |
| 1962               | Milán ( Italia)         | Medalla de bronce  | Velocidad individual (P) |

## Palmarés
- 1944
  - Campeón de Suiza de Velocidad amateur
- 1945
  - Campeón de Suiza de Velocidad amateur
- 1946
  - Campeón del mundo de velocidad amateur 
  - Campeón de Suiza de Velocidad amateur
- 1947
  - Campeón de Suiza de Velocidad
- 1948
  - 1.º en la Zúrich-Lausana
  - Campeón de Suiza de Velocidad
- 1949
  - Campeón de Suiza de Velocidad
- 1950
  - 1.º en el Tour norteño-oeste
  - Campeón de Suiza de Velocidad
- 1951
  - Campeón de Suiza de Velocidad 
  - 1.º en los Seis días de Copenhague (con Kay Werner Nielsen)
- 1952
  - Campeón del mundo de velocidad 
  - Campeón de Suiza de Velocidad
- 1953
  - Campeón de Suiza de Velocidad 
  - 1.º en el Gran Premio de París
  - 1.º en los Seis días de Hannover (con Hans Preiskeit)
  - 1.º en los Seis días de Amberes (con Achiel Bruneel)
- 1954
  - Campeón de Suiza de Velocidad
- 1955
  - Campeón de Suiza de Velocidad
- 1956
  - 1.º en los Seis días de París (con Walter Bucher y Jean Roth)
  - 1.º en los Seis días de Aarhus (con Fritz Pfenninger)
- 1958
  - Campeón de Suiza de Velocidad 
  - Campeón de Suiza de Madison (con Walter Bucher)
- 1959
  - Campeón de Suiza de Madison (con Walter Bucher)
- 1960
  - Campeón de Suiza de Velocidad
- 1961
  - Campeón de Suiza de Velocidad 
  - 1.º en los Seis días de Madrid (con Armin von Büren)
  - 1.º en los Seis días de Nueva York (con Armin von Büren)
- 1962
  - Campeón de Suiza de Velocidad 
  - 1.º en los Seis días de Amberes (con Peter Post y Rik Van Looy)
- 1963
  - Campeón de Suiza de Velocidad
- 1964
  - Campeón de Suiza de Velocidad